# Парк «Сокровенный Лес»
Парк «Сокровенный Лес» — лесной парк в Святошинском районе Киева, расположенный к северу от улицы Жмеринской (улица является его южной границей), между Никольской Борщаговкой и Святошино. Общая площадь парка — 35,4 га.
Территория нынешнего парка является небольшой частью бывшего Казённого леса.

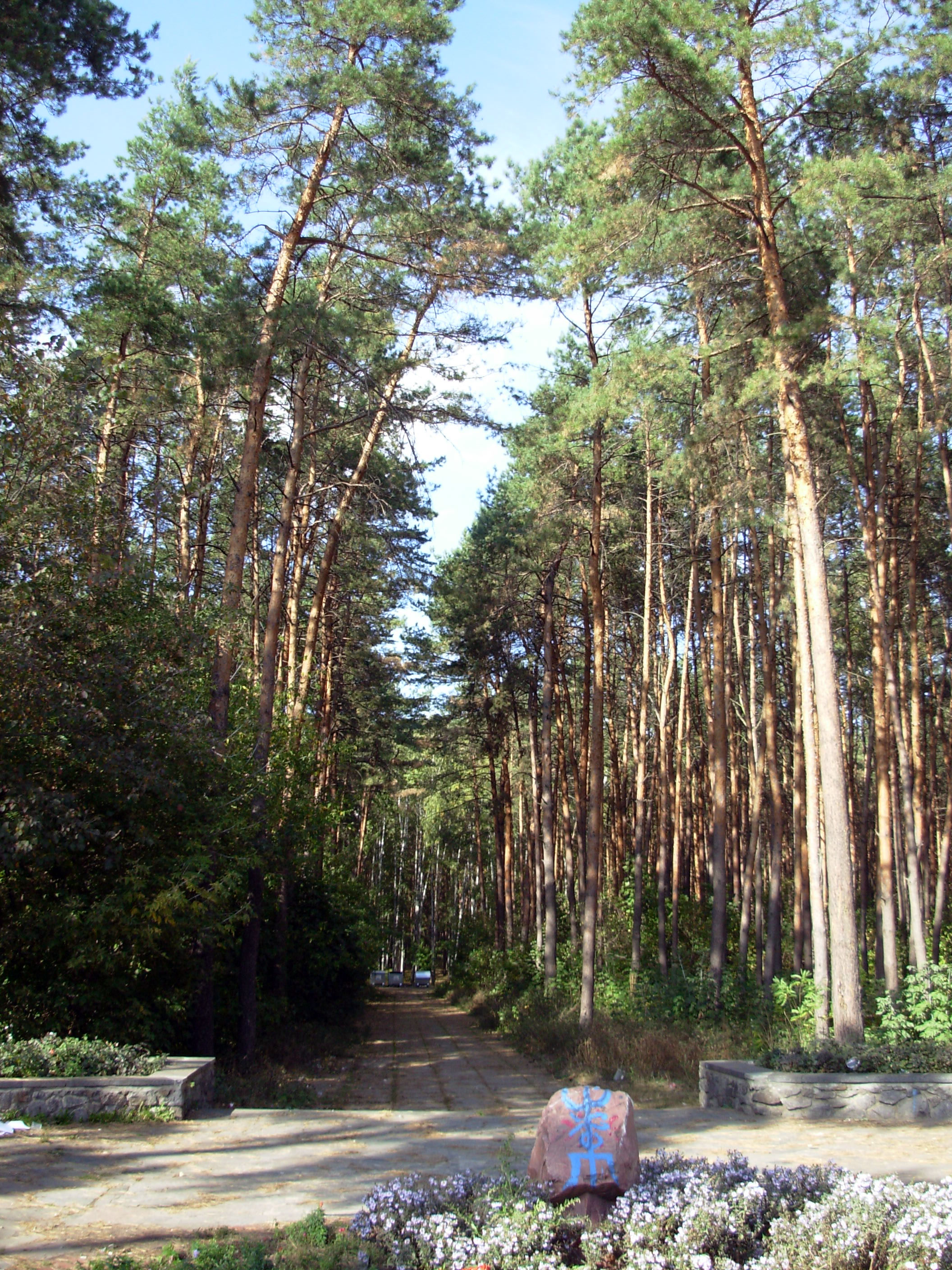
Парк «Сокровенный Лес» до обновления

## История
Парк был создан в 1976 году, фактически выглядел небольшим лесопарком с густой лесной растительностью и природными грунтовыми дорожками.
Насаждения парка преимущественно хвойные — 80 % площади занимает сосна обычная  — лиственные — дуб красный (5 % площади), клен, береза, черемуха. Из травянистых растений растет земляника, чистотел и т. д.
Встречается много выверок, живут синицы.
Кроме того, здесь можно встретить: дятлов, чикотней (рябинников, черных и певчих), зябликов, ползков и ежей.

#### Реконструкция 2018—2019 годов
В 2018—2019 годах было проведено коренное обновление парка «Совки». Центральным элементом входной группы стал сухой фонтан с разноцветной подсветкой. Большинство дорожек забетонировали.
По периметру зелёной зоны создали экомаршрут протяженностью около двух километров. Кроме этого, в парке обустроили центральную аллею из фибробетона, тропы из гравия между деревьями, поставили современные скамейки и мусорные урны, построили общественный туалет.
Создали несколько детских площадок. Для спортсменов обустроили площадку с резиновым покрытием площадью около 400 м². с современными тренажерами. Построили также большую шахматную беседку, в которой установили много столов с шахматными досками.
Во время капремонта вдоль центральной аллеи, возле детских и спортивных площадок установлено около 200 опор с современным LED-освещением.
Для легкой ориентировки в парке установлены навигационные таблички.